# Bank of Italy
Bank of Italy fu fondata da Amadeo Giannini nel 1904 a San Francisco, negli Stati Uniti d'America. Crebbe fino ad arrivare alla fusione con la Bank of America di Los Angeles. Da questa fusione nacque Bank of America, che arriverà nel 1945 ad essere la più grande banca commerciale del mondo con 493 filiali in California e asset per 5 miliardi di dollari. Ad oggi, dopo ulteriori fusioni con altre società, Bank of America è la prima compagnia di servizi finanziari al mondo.

## Storia
La banca venne fondata per fornire servizi ai lavoratori ed agli operai della zona, specialmente gli Italiani nel quartiere North Beach di San Francisco. La banca sopravvisse al terremoto di San Francisco del 1906, e fu una delle prime a fornire prestiti per la ricostruzione della città. Il Bank of Italy Building, che dopo diventerà National Historic Landmark, venne inaugurato nel 1908; Giannini aveva il suo ufficio in un'area aperta al primo piano.
Nel 1909 la banca iniziò l'apertura di filiali in altre città ed arrivò ad averne 24 nel 1918; a quel tempo era il più grande sistema di filiali concentrato in un unico stato. Assunse il nome di Bank of America negli anni venti. Come presidente della nuova compagnia, Giannini guidò l'espansione della banca e mantenne la carica fino alla sua morte nel 1949. Amedeo Giannini e Bank of Italy furono anche alla base del film di Frank Capra La follia della metropoli, uscito nel 1932.